# Technogym
Technogym is een Italiaanse fabrikant van fitnessapparatuur. Het bedrijf werd in 1983 opgericht door Nerio Alessandri.

## Geschiedenis
In 1985 bracht Technogym haar eerste lijn van krachtapparatuur uit. In 1990 werden ook cardioproducten toegevoegd. In 2002 verschenen de eerste fitnessapparaten met ingebouwd televisiescherm.
Vanaf juli 2014 ging het bedrijf een samenwerking aan met ontwerper Antonio Citterio voor een serie van thuisapparatuur. Deze serie bevat een ingebouwde tabletcomputer.

## Sponsor
In 1993 was Technogym sponsor van het Formule 1-team Benetton Formula.
Technogym was ook sponsor van fitnessapparaten voor de Olympische Spelen in Sydney, Athene, Turijn en Peking.